# Siège de Châteaubriant (1488)
Guerre de Bretagne
Batailles
Le Siège de Châteaubriant fut mis en 1488 par l'armée du roi de France, commandée par Louis II de la Trémoille, devant la ville de Châteaubriant, défendue par les troupes du duc de Bretagne.
Partie de Pouancé, l'armée française met le siège le 15 avril, sur le côté oriental du château. Les assiégés échoueront lors d'une sortie, et attendront en vain une aide supplémentaire du Duc. 
Les troupes royales tentent sans succès d'entrer dans la ville, et commencent un bombardement des murailles qui céderont au bout de 2 jours. Les assiégés résisteront encore plus d'une semaine, mais capituleront sans conditions le 23 avril. Il sera livré 10 otages à l'armée royale, dont Jean de Laval.
Le château de Châteaubriant est démantelé, et le siège d'Ancenis commence.